# 拉法莱斯
拉法莱斯（法語：La Falaise，法語發音：[la falɛz]）是法国伊夫林省的一个市镇，属于芒特拉若利区。

## 地理
拉法莱斯（48°56'39"N, 1°49'52"E）面积3 平方千米，位于法国法蘭西島大區伊夫林省，该省份为法国北部内陆省份，北起瓦兹河谷省，西接厄尔省，西南接厄尔-卢瓦省，东南接埃松省，东临上塞纳省。
与拉法莱斯接壤的市镇（或旧市镇、城区）包括：莫尔德河畔欧奈、埃波讷、莫勒、内泽勒。

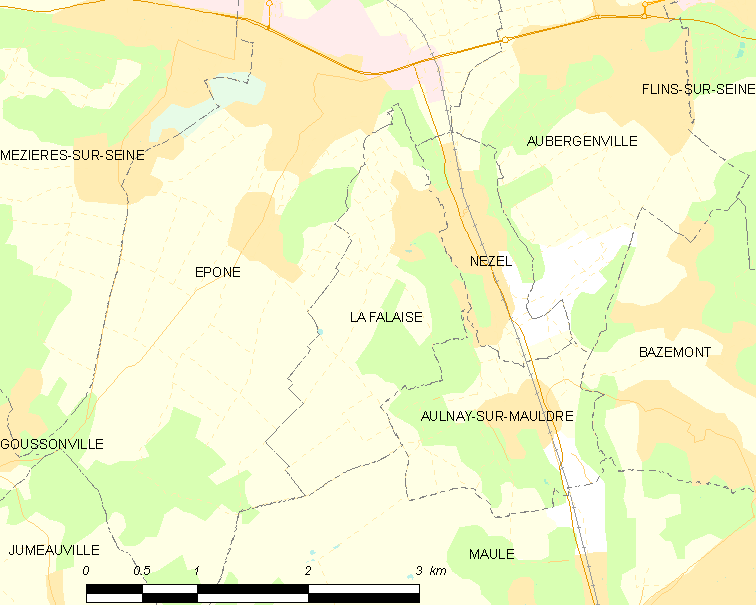
拉法莱斯的OSM定位图

拉法莱斯的时区为UTC+01:00、UTC+02:00（夏令时）。

## 行政
拉法莱斯的邮政编码为78410，INSEE市镇编码为78230。

## 政治
拉法莱斯所属的省级选区为利迈县。

## 人口

1962-2008年间拉法莱斯人口变化图示

拉法莱斯于2022年1月1日时的人口数量为616人。